# Laphria posticata
Laphria posticata là một loài ruồi trong họ Asilidae. Laphria posticata được Say miêu tả năm 1824.